# 興戶站

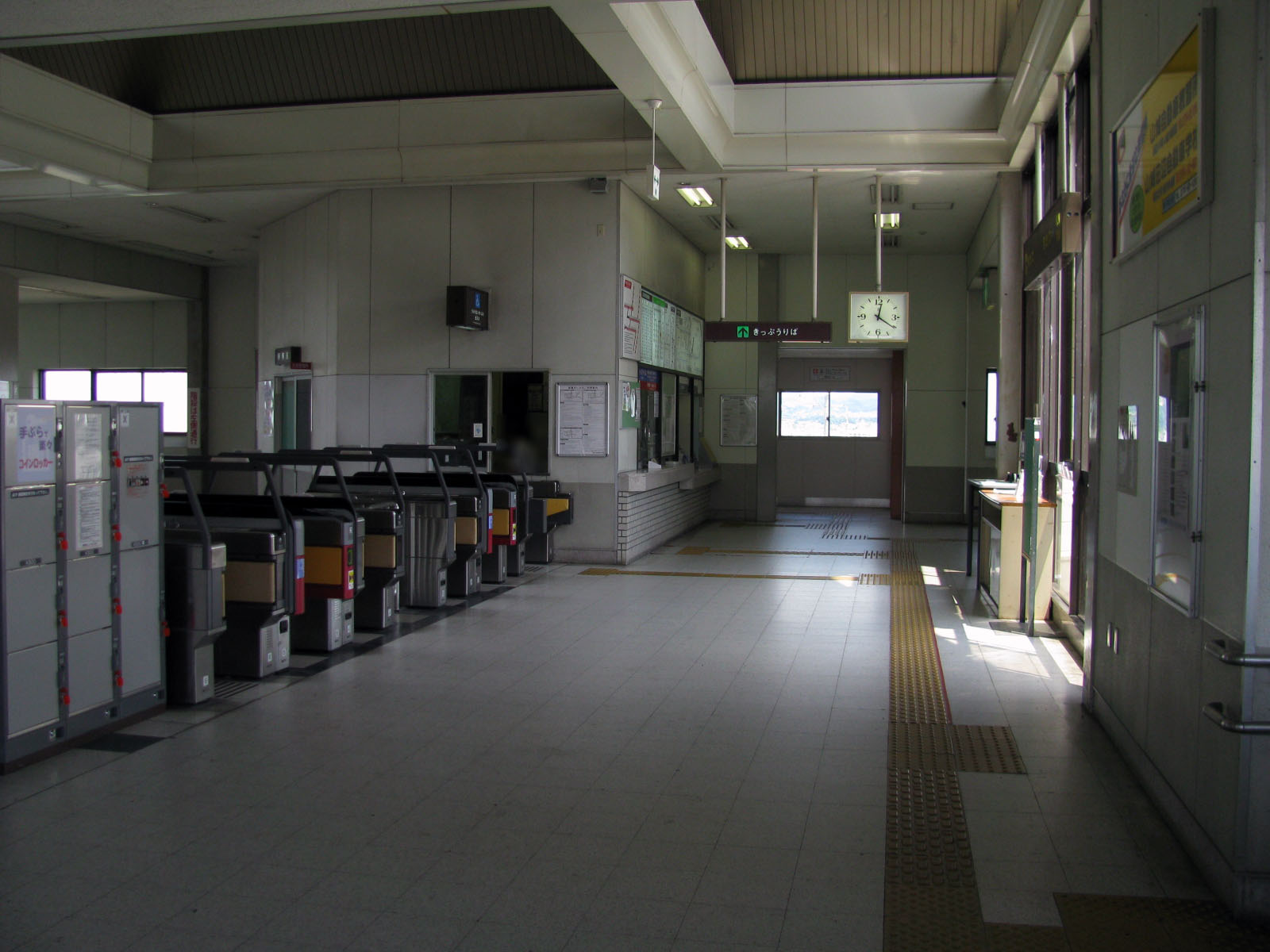
驗票口 (2008年8月)

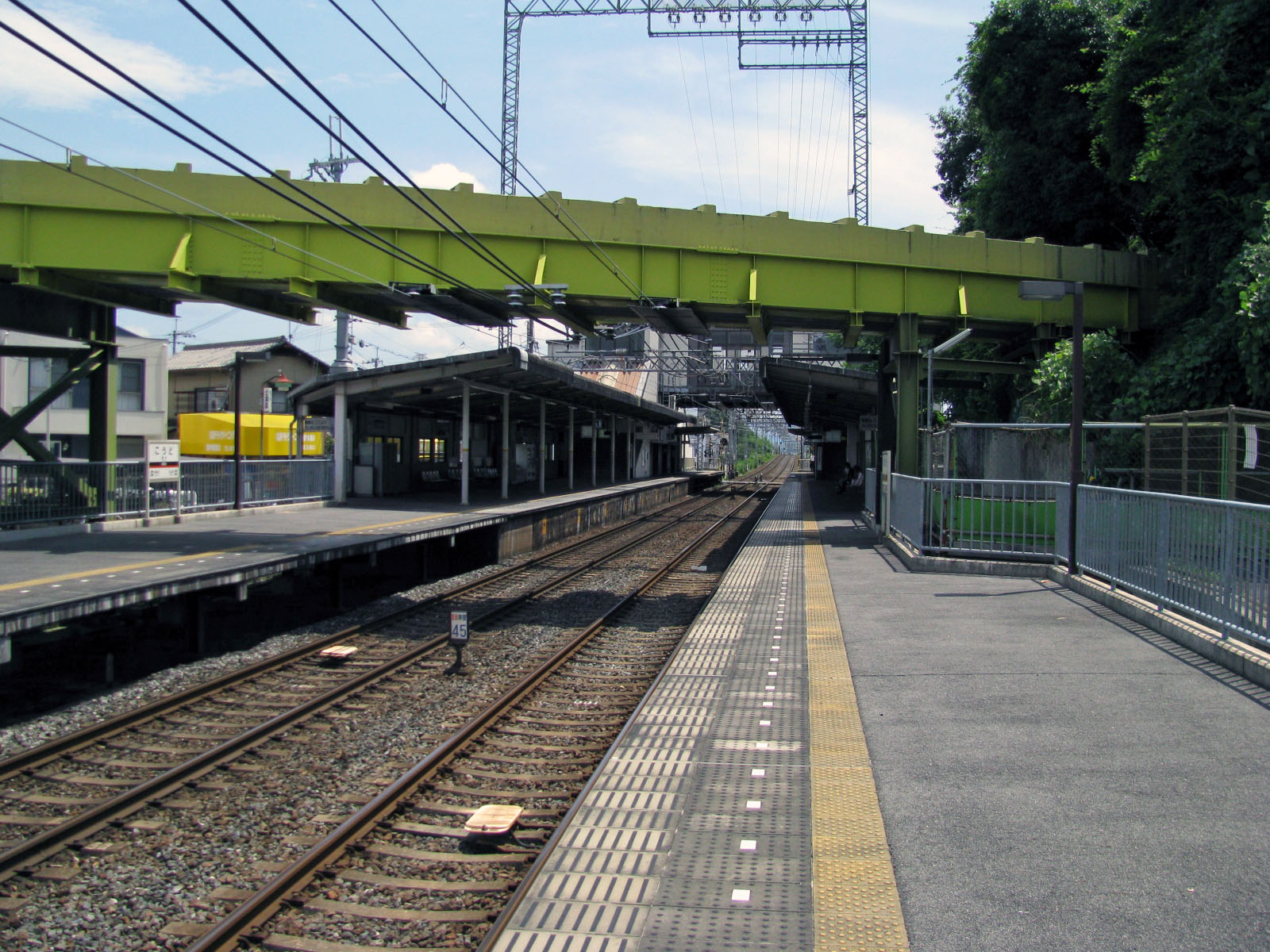
月台(2008年8月)

興戶站（日语：／ Kodo eki */?）是位於日本京都府京田邊市，屬於近畿日本鐵道（近鐵）京都線的鐵路車站。副站名為同志社前，車站編號為B17。

## 概要
本站是離學校法人同志社京田邊校區（同志社大學京田邊校區、同志社女子大學京田邊校區、同志社國際中學校・高等學校）最近的車站。到同志社大學正門、同志社國際高校約徒步15分、到同志社女子大學正門約徒步10分。但是車站位於住宅區，道路狹隘，因此站前沒有公車。

## 歷史
- 1954年（昭和29年）7月5日 - 本站於奈良電氣鐵道（日语：奈良電気鉄道）的新田邊 - 三山木間新設開業[2]。
- 1963年（昭和38年）10月1日 - 由於公司合併，成為近畿日本鐵道京都線的車站[2]。
- 1986年（昭和61年）12月2日 - 成為橋上車站。
- 2000年（平成12年）3月15日 - 月台延長工程竣工，可容納6節編成的車廂。
- 2007年（平成19年）4月1日 - 可使用「PiTaPa」乘車[3]。

## 車站構造
本站為側式月台2面2線的地面車站（橋上車站）。站內設有兩處出入口與一個驗票口，月台可容納6節車廂編成。本站是由新田邊站管理的鐵路車站，並有站務員駐點。站內也設有電梯、吸菸室、自動販賣機與洗手間。

### 月台配置
| 月台 | 路線   | 方向 | 目的地                                                        |
| ---- | ------ | ---- | ------------------------------------------------------------- |
| 1    | 京都線 | 下行 | 往 新祝園、大和西大寺、奈良、天理、橿原神宮前、吉野、大阪難波 |
| 2    | 京都線 | 上行 | 往 新田邊、丹波橋、京都、京都國際會館                         |

## 使用狀況
近年本站1日上下車人次調査結果如下表。
| 年度               | 特定日   | 特定日     | 1日平均 上下車人次 | 來源   |
| 年度               | 調査日   | 上下車人次 | 1日平均 上下車人次 | 來源   |
| ------------------ | -------- | ---------- | ------------------ | ------ |
| 2000年（平成12年） | -        | -          | 12,326             | [ 5 ]  |
| 2001年（平成13年） | -        | -          | 12,276             | [ 5 ]  |
| 2002年（平成14年） | -        | -          | 12,435             | [ 5 ]  |
| 2003年（平成15年） | -        | -          | 12,722             | [ 6 ]  |
| 2004年（平成16年） | -        | -          | 12,833             | [ 7 ]  |
| 2005年（平成17年） | 11月08日 | 14,972     | 13,056             | [ 8 ]  |
| 2006年（平成18年） | -        | -          | 13,237             | [ 9 ]  |
| 2007年（平成19年） | -        | -          | 13,165             | [ 10 ] |
| 2008年（平成20年） | 11月18日 | 15,361     | 12,653             | [ 11 ] |
| 2009年（平成21年） | -        | -          | 11,178             | [ 12 ] |
| 2010年（平成22年） | 11月09日 | 14,305     | 11,199             | [ 13 ] |
| 2011年（平成23年） | -        | -          | 11,784             | [ 14 ] |
| 2012年（平成24年） | 11月13日 | 13,367     | 11,907             | [ 15 ] |
| 2013年（平成25年） | -        | -          | 9,506              | [ 16 ] |
| 2014年（平成26年） | -        | -          | 9,120              | [ 17 ] |
| 2015年（平成27年） | 11月10日 | 10,227     | 9,742              | [ 18 ] |
| 2016年（平成28年） | -        | -          | 9,783              | [ 19 ] |
| 2017年（平成29年） | -        | -          | 9,862              | [ 20 ] |
| 2018年（平成30年） | 11月13日 | 10,496     |                    |        |

## 車站周邊
- 同志社前站 - 西日本旅客鐵道片町線（學研都市線）
- 同志社大學
- 同志社女子大學
- 同志社國際中學校・高等學校

## 相鄰車站
近畿日本鐵道
 京都線
■急行（下述以外列車）
通過（但同志社大學舉辦考試時會臨時停車）
■急行（京都前往近鐵宮津）、■普通
新田邊（B16）－興戶（B17）－三山木（B18）